# Eugène Moke
Eugène Moke Motsüri (ur. 25 marca 1916 w Mongobele, zm. 6 kwietnia 2015) – kongijski duchowny katolicki, biskup pomocniczy Kinszasy w latach 1970-1991.

## Życiorys
Święcenia kapłańskie przyjął 9 czerwca 1946 roku.
1 września 1970 papież Paweł VI mianował go biskupem pomocniczym archidiecezji Kinszasa ze stolicą tytularną Lestrona. Sakry biskupiej udzielił mu ówczesny arcybiskup Kinszasy Joseph Albert Malula.